# Стецковская волость (Сумский уезд)
Стецковская волость — административно-территориальная единица Сумского уезда Харьковской губернии в составе Российской империи. Административный центр — станица Стецковка.
К 1885 году в состав волости входило 654 двора в 13-ти селениях 3-х сельских общин:
- слобода Стецковка;
- хутор Радько;
- хутор Рыбцов;
- поселение Лука;
- село Барановка;
- слобода Большая Чернетчина;
- слобода Малая Чернетчина;

В 1885 году в волости проживало 2910 человек мужского пола и 2980 — женского. Крупнейшее поселение волости по состоянию на 1914 год:
- село Стецковка с численностью населения в количестве 7600 жителей.

Старшиной волости являлся Гавриил Иванович Чайка, волостным писарем был Иван Гаврилович Попов, председателем волостного суда — Иван Васильевич Бондаренко.